# باتريك دادغون
كان باتريك دادغون (1817–1895) من شركة "Cargen FRSE DL"، مالكًا للأراضي الإسكتلندية وعالمًا في المعادن والأرصاد الجوية. كان مؤسسًا مشاركًا مع «ماثيو فورستر هيدل» لجمعية المعادن في بريطانيا العظمى عام 1876.
كان لديه إهتمام متخصص بالمعادن الموجودة في الكريستال الصخري. كانت مجموعته المعدنية واحدة من أكبر المجموعات المعروفة ويحتفظ المتحف الملكي الإسكتلندي الآن بنسبة كبيرة منها.